# Kefar Awiw
Kefar Awiw (hebr.: כפר אביב) – moszaw położony w samorządzie regionu Gederot, w Dystrykcie Centralnym, w Izraelu.
Leży w pobliżu miasta Aszdod.

## Historia
Moszaw został założony w 1951 przez imigrantów z Egiptu.

## Gospodarka
Gospodarka moszawu opiera się na intensywnym rolnictwie, hodowli kwiatów, krów i drobiu.